# Sadikh Seck
Ababacar Sadick Seck est le maire de HLM au Sénégal.

## Biographie
Sadick est élu maire de HLM le 23 juillet 2014 avec 37 voix sur 56 conseillers . Il est membre de  membre de l’Alliance des forces de progrès (AFP).

## Affaire de gabegie
Il fait l'objet de gabegie dans sa gestion au sujet de l'octroi par la municipalité d'un terrain  pour la construction d’un centre commercial au profit d’un homme d’affaires où un collectif de conseillers municipaux l'accusent d'un détournement de 500 millions de F CFA et portent plainte à l'Office National de lutte contre la fraude et la corruption (OFNAC) .